# Лонарди, Джованни
Джованни Лонарди (итал. Giovanni Lonardi, род. 9 ноября 1996 в Вероне, Италия) — итальянский профессиональный шоссейный велогонщик, выступающий c 2019 года за проконтинентальную команду «Nippo Vini Fantini Faizane». В мае 2019 года дебютировал на Гранд-туре Джиро д’Италия.

## Достижения
2016
6-й Circuito del Porto
2017
2-й Circuito del Porto
4-й La Popolarissima
2018
1-й Circuito del Porto
1-й La Popolarissima
1-й на этапе 1 Джиробио
6-й Trofeo Piva
7-й ЗЛМ Тур
2019
Тур Таиланда
1-й  Очковая классификация
1-й на этапе 1
1-й на этапе 5 Тур Тайваня
2-й Тур Антальи

## Статистика выступлений на Гранд-турах
| Гонка           | 2019 |
| --------------- | ---- |
| Джиро д’Италия  | НФ   |
| Тур де Франс    |      |
| Вуэльта Испании |      |

| — | Не участвовал |